# Любеще
Любеще (пол. Lubieszcze) — село в Польщі, у гміні Бранськ Більського повіту Підляського воєводства.
Населення — 185 осіб (2011).
У 1975-1998 роках село належало до Білостоцького воєводства.

## Демографія
Демографічна структура станом на 31 березня 2011 року:
|          | Загалом | Допрацездатний вік | Працездатний вік | Постпрацездатний вік |
| -------- | ------- | ------------------ | ---------------- | -------------------- |
| Чоловіки | 101     | 17                 | 66               | 18                   |
| Жінки    | 84      | 9                  | 47               | 28                   |
| Разом    | 185     | 26                 | 113              | 46                   |